# لورا كوسم
لورا كوسم (بالإسبانية: Laura Cosme)‏ هي لاعبة كرة قدم كولومبية، ولدت في 5 مارس 1992.

## روابط خارجية
- لورا كوسم على موقع الاتحاد الدولي (مؤرشف)  (الإنجليزية)
- لورا كوسم على موقع الاتحاد الأوربي (الإنجليزية)
- لورا كوسم على موقع قاعدة بيانات كرة القدم.إي يو (الإنجليزية)